# Regierung Orescharski
Das Kabinett Orescharski stellte die 89. Regierung Bulgariens dar und war zwischen dem 13. März 2013 und dem 5. August 2014 im Amt. Sie war eine von Ministerpräsident Plamen Orescharski geführte Minderheitsregierung. Das Kabinett wurde nach landesweiten Protesten gegen die Regierung Borissow I und den vorgezogenen Parlamentswahlen am 29. Mai 2013 gebildet. Nach dem Rücktritt der Regierung Borissow war zunächst die Interimsregierung Rajkow im Amt. Die Regierung des parteilosen Orescharski wurde im Parlament von der Bulgarischen Sozialistischen Partei (BSP), der Partei der türkischen Minderheit Bewegung für Rechte und Freiheiten (DPS) und der nationalistischen Ataka-Partei getragen.
Bereits in der zweiten Woche der Amtszeit kam es zu landesweiten Protesten wegen der Besetzung wichtiger Staatsposten durch politische Figuren der Parteien DPS und BSP aus der Regierung Stanischew und Brechen von Wahlversprechen. Als das Gesetz für den bulgarischen Geheimdienst DANS der Ernennung des umstrittenen Medienmoguls und Bankierssohn Deljan Peewski „zurechtgeschnitten“ wurde und Peewski vom Parlament in einer Eilabstimmung noch vor einem drohenden Gesetzesveto des bulgarischen Präsidenten Rossen Plewneliew zum Geheimdienstchef ernannt wurde, verlor Orescharski den Rückhalt in der Bevölkerung und das Vertrauen Plewneliews (→ Proteste gegen die Regierung Orescharski in Bulgarien 2013).
Der Regierung gehörten auch parteilose Experten an und sie wurde mehrmals umgebildet. Nachdem die Bulgarische Sozialistische Partei die Europawahl 2014 verloren hatte, kündigte die DPS die Koalition auf. Der Regierung Orescharski folgte am 5. August 2014 die Interimsregierung Blisnaschki.

## Anfangskabinett
- Ministerpräsident: Plamen Orescharski (BSP)[2][3][4]
- Stellvertretende Ministerpräsidenten: Sinaida Slatanowa  (BSP)
- Minister für Inneres: Tswetelin Jowtschew (BSP)
- Finanzminister: Petar Tschobanow (BSP)
- Außenminister: Kristian Wigenin (BSP)
- Minister für Wirtschaft, Energie und Tourismus: Dragomir Stoynev (BSP)
- Verteidigungsminister: Angel Naydenov (BSP)
- Minister für Bildung und Wissenschaft: Anelia Klissarowa (BSP)
- Justizminister: Sinaida Slatanowa (BSP)
- Minister für Arbeit und Sozialpolitik: Chassan Ademow (DPS)
- Minister für Landwirtschaft und Lebensmittel: Dimitar Grekow (DPS)
- Minister für regionale Entwicklung und Infrastruktur: Desislawa Tersiewa (DPS)
- Minister für Verkehr und IT: Daniel Papassow (BSP)
- Minister für Umwelt und Gewässer: Iskra Michajlowa (DPS)
- Minister für Gesundheit: Tanya Andreewa (BSP)
- Minister für Kultur: Petar Stojanowitsch  (BSP)
- Minister für Jugend und Sport: Marijana Georgiewa (DPS)
- Minister für Investitionen: Iwan Danow (BSP)

## Regierungsumbildungen

### 2013
Die Erste formale Umbildung der Regierung Orescharski fand am 27. Juni 2013 statt, als Tswetelin Jowtschew und Daniela Bobewa zu Stellvertretende Ministerpräsidenten ernannt wurden.

### 2014
In der Europawahl 2014 wurde Iskra Michajlowa zum Mitglied des Europäischen Parlaments gewählt und Stanislaw Atanassow übernahm am 19. Juni 2014 das Ministerium für Umwelt und Gewässer.